# Grybów (stacja kolejowa)
Grybów – stacja kolejowa w Grybowie, w województwie małopolskim, w Polsce.

## Ruch pasażerski

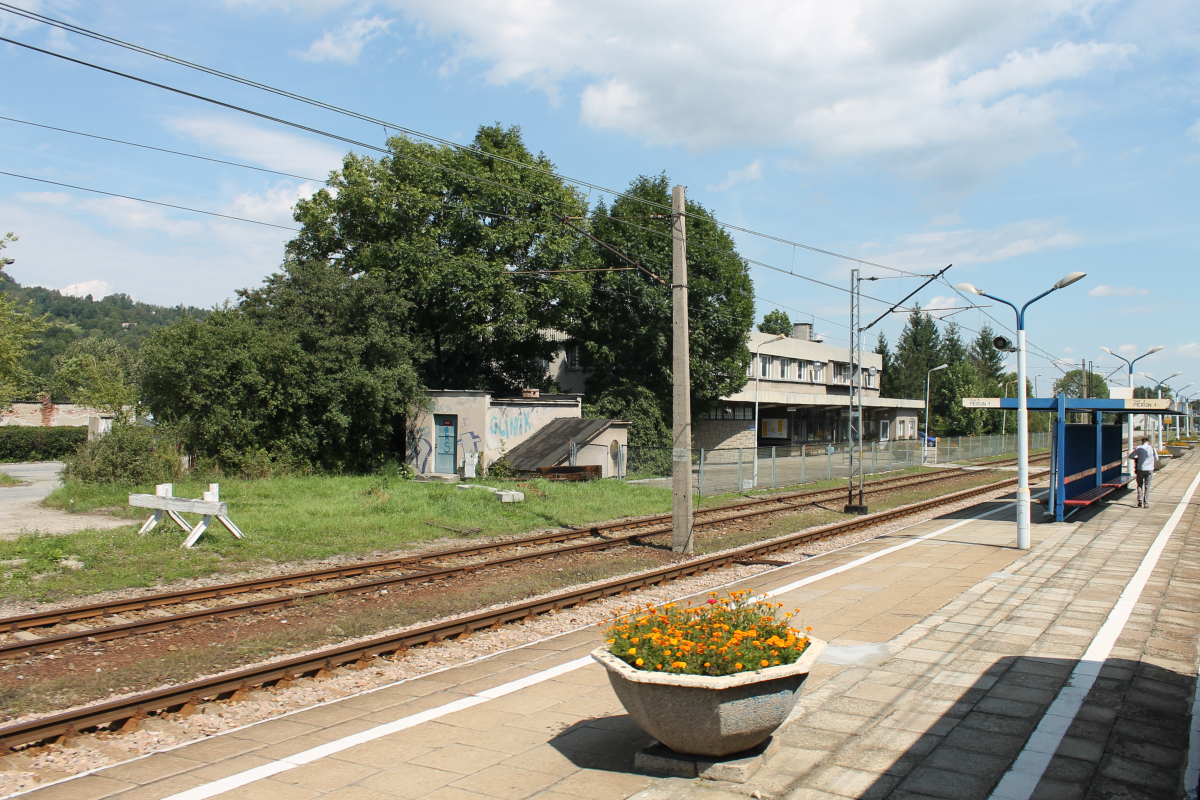
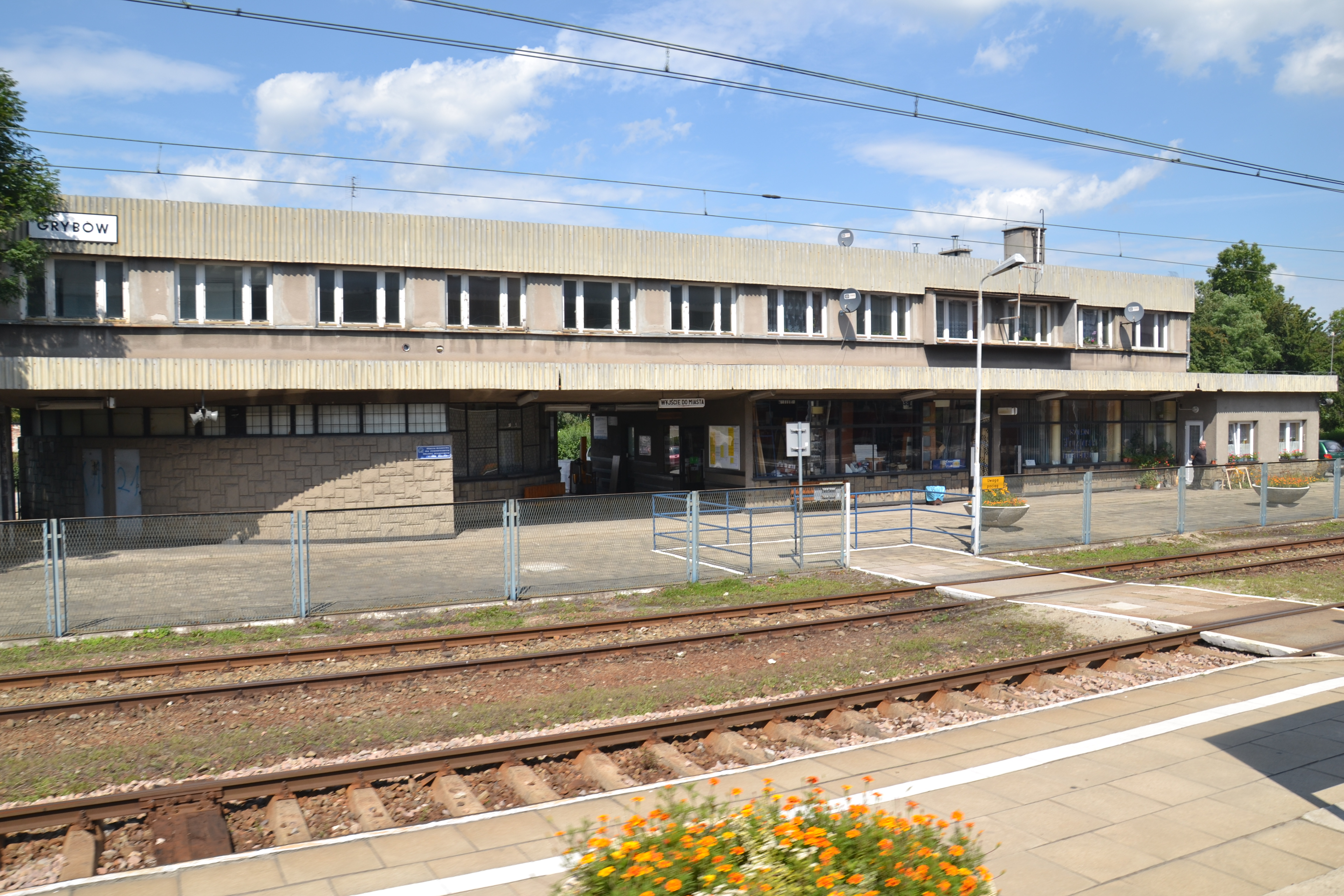
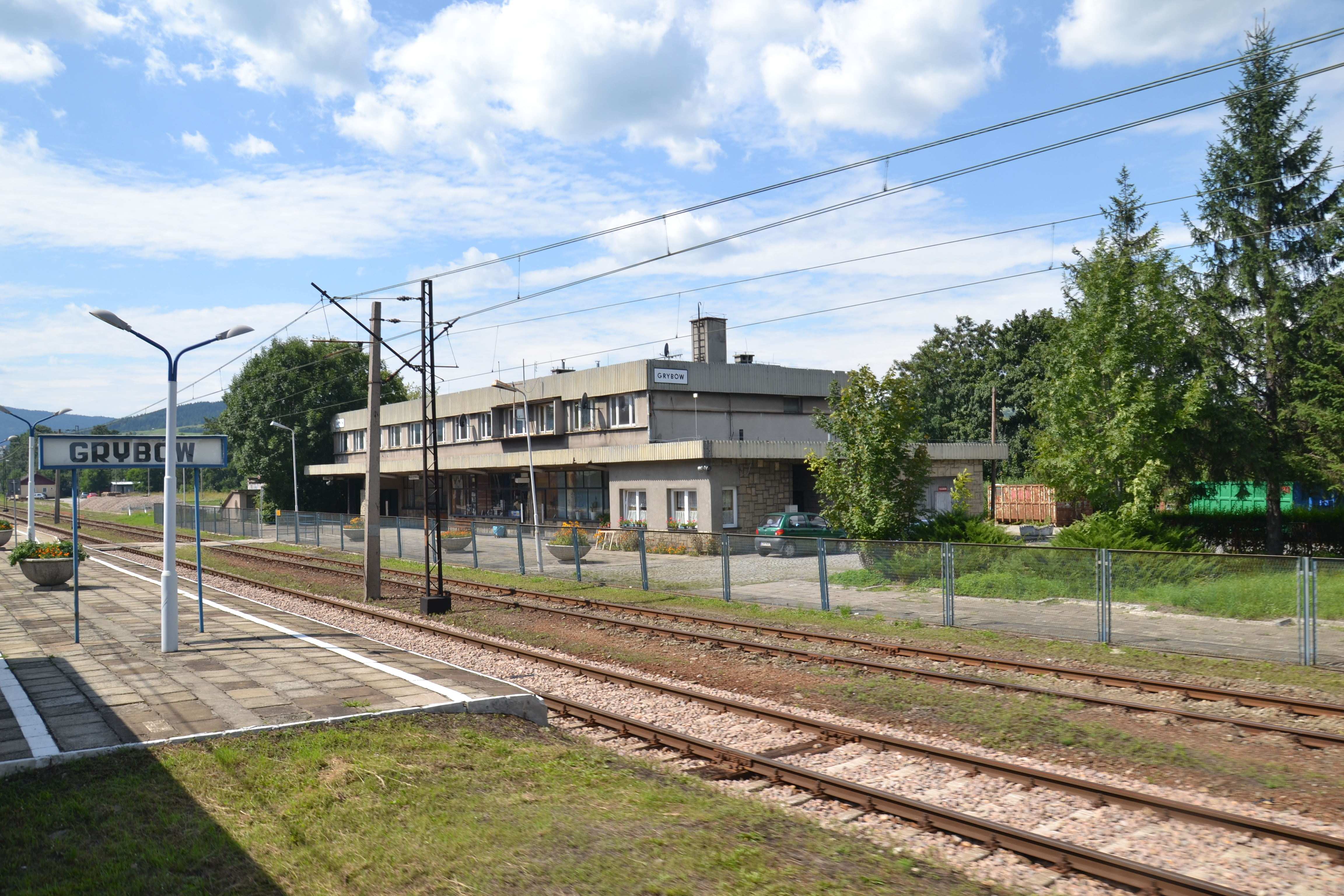

| Rok  | Wymiana pasażerska na dobę |
| ---- | -------------------------- |
| 2017 | 100-149                    |
| 2022 | 300-499                    |